# Diego de Ordás

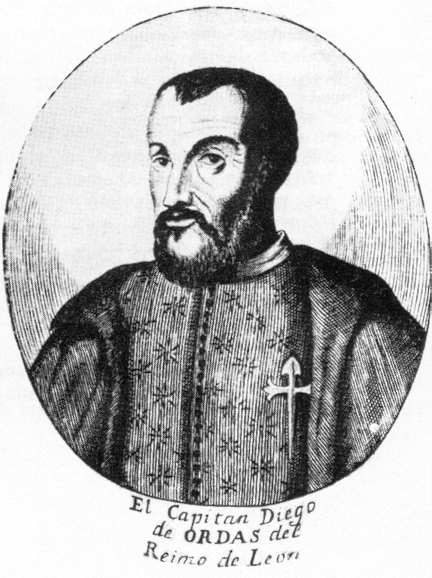
Diego de Ordás

Diego de Ordás (ook gespeld als Diego de Ordaz, ca. 1480, Castroverde de Campos-1532, Venezuela) was een Spaanse conquistador. Hij speelde een belangrijke rol in Cortés' verovering van Mexico en leidde later zelf een expeditie die de Orinoco verkende op zoek naar goud.

## Mexico
Ordás vestigde zich in Cuba, waar hij diende onder Velázquez. In 1519 trok hij met Hernán Cortés naar Mexico, mogelijk in opdracht van Velázquez, mogelijk om van schuldeisers te ontsnappen. Hij speelde een hoofdrol in de Slag bij Centla (25 maart 1519) waarin het leger van Cortés de Azteken versloeg in Tabasco. Met twee andere personen beklom hij als eerste Europeaan de vulkaan Popocatépetl. Hoewel hij zich aanvankelijk verzette tegen Cortés' poging zich onafhankelijk van Velázquez op te stellen, werd hij later een trouw aanhanger van Cortés, en vocht met deze tegen de expeditie van Pánfilo de Narváez. Toen de Spanjaarden in 1520 in de 'Noche Triste' weg moesten vluchten uit Tenochtitlan, raakte Ordás gewond.
Na de Spaanse overwinning leidde Ordás expedities naar Oaxaca en Veracruz en bevoer de Coatzacoalcos. Hierna werd hij naar Spanje gezonden om daar verslag uit te brengen over de verovering en om voor Cortés het gouverneurschap van Nieuw-Spanje veilige te stellen. Terug in Nieuw-Spanje kreeg hij Peñón de los Baños nabij Mexico-Stad in bezit.

## Zuid-Amerika
Weer terug in Spanje vroeg en kreeg Ordás toestemming van Karel V om een expeditie naar het gebied tussen de Amazone en de Orinoco te ondernemen. Hij hoopte goud te vinden in het brongebied van een van deze rivieren. Met 600 man en 36 paarden stak hij in 1530 de Atlantische Oceaan over, en landde vermoedelijk even ten noorden van de Amazone. Hij zocht noordwaarts naar een geschikte landingsplek, maar vond die niet en voer door naar Trinidad, en landde in het huidige Venezuela.
Ordás bleef hoop houden, en liet zijn mannen de monding van de Orinoco oproeien, tot ze bij een groot Arawakdorp kwamen met de naam Huyapari. Hoewel de ontvangst aanvankelijk hartelijk was (geholpen door de vrije seksuele moraal van de vrouwen van het dorp), kwam het later tot gevechten, volgens de Spanjaarden omdat de indianen de meegebrachte varkens wilden doden. De Spanjaarden moesten zich in het dorp terugtrekken, wat daarna, nadat vrouwen en kinderen het hadden verlaten, door de indianen werd platgebrand, zodat de Spanjaarden gebrek aan provisies hadden. Deze gingen ze zoeken aan de overkant van de rivier, in het dorp Baratubaro van de Warrau. Ordás vermoedde echter dat de indianen zich verraderlijk opstelden, en besloot tot een brute bestraffing: Ongeveer honderd indianen werden vermoord, en hun vrouwen gevangengenomen en tot slaaf gemaakt.
Hierna zette Ordás zijn oorspronkelijke zoektocht voort, en voer de Orinoco op, tot voorbij de Meta, maar de  Atures-stroomversnellingen dwongen hem terug te keren. De expeditie werd aangevallen door Cariben, en van gevangenen die ze in deze strijd maakten hoorde Ordás geruchten (meer gebaseerd op de neiging van de indianen de Spanjaarden te vertellen wat ze wilden horen dan op de waarheid) over een rijk goudland in Meta, bestuurd door een indianenkoning met één oog. Hij probeerde de Meta op te varen om dit te bereiken, maar werd tegengehouden doordat de rivier in de droge tijd niet bevaarbaar was.
Ordás keerde terug naar de kust met de bedoeling vanuit een meer westelijk punt landinwaarts naar Meta te reizen. Dat gebied werd echter al door anderen geclaimd, en dus keerde hij terug naar Spanje om een concessie te krijgen, maar stierf op zee.